# Делине
Делине (лит. Dėlynė) — хутор в восточной части Литвы. Входит в состав Швенченеляйского староства Швянчёнского района. По данным переписи Литвы 2011 года, население Делине составляло 4 человека.

## География
Хутор расположен в северной части района, в 16 километрах от Швянчёниса и в 4 километрах от Швенчёнеляя. Ближайший населённый пункт — село  Юсяй.

## Население
| 1931                           | 1959 | 1970 | 1979 | 1989 | 2001 | 2011 |
| ------------------------------ | ---- | ---- | ---- | ---- | ---- | ---- |
| 19                             | 9    | 8    | 4    | 3    | 2    | 4    |
| Гистограмма динамики населения |      |      |      |      |      |      |